# NGC 7193
NGC 7193 is een open sterrenhoop in het sterrenbeeld Pegasus. Het hemelobject werd op 13 oktober 1825 ontdekt door de Britse astronoom John Herschel.